# Nicolás Isasi
Nicolás Isasi (La Plata, 1987) is een Argentijnse filmregisseur, operaregisseur, scenarioschrijver en schrijver.
Zijn werk omvat meer dan 80 producties. Hij staat bekend om zijn top 10-positie in de internationale competitie voor jonge operaregisseurs NANO OPERA en was een van de kunstenaars die werden geselecteerd voor het symposium PQ 2024: Technologie in theater, performance en tentoonstellingen, georganiseerd door de Praagse Quadriënnale.

## Biografie

### Jeugd
Nicolás Isasi groeide op in een middenklassegezin en begon op tienjarige leeftijd met het spelen van muziek. Op deze leeftijd leerde hij saxofoon spelen aan het Gilardi Gilardi Conservatorium voor Muziek, opgericht door de Argentijnse componist Alberto Ginastera, waar hij zijn eerste concerten gaf met vrienden en al snel lid werd van de brassband van het conservatorium. In zijn jeugd speelde hij in het orkest Orquesta Estudiantil de Buenos Aires onder leiding van de oprichter, de Argentijnse muzikant en componist Guillermo Jorge Zalcman, en studeerde hij filmregie aan de Universidad del Cine (FUC) en operaregie aan het Instituto Superior de Arte van het Teatro Colón (ISATC) in Buenos Aires.
Zijn eerste korte film, Juntos, maakte hij op 17-jarige leeftijd. In die tijd begon hij ook te werken als productieontwerper en assistent-regisseur bij verschillende filmproducties. Zijn korte film Intersección is een introspectief werk dat op mysterieuze en spannende wijze de verbinding tussen leven en dood belicht. Hij filmde het op twintigjarige leeftijd in het Natuurhistorisch Museum in La Plata en het is zijn eerste 16mm-werk dat in het buitenland wordt vertoond. Hij nam deel aan het Cusco International Film Festival. Hij werkt in het theater en in de filmwereld als regisseur en scenarioschrijver. Tijdens zijn operastudie aan het Teatro Colón regisseerde Nicolás Isasi in 2012 Le Nozze di Figaro van Wolfgang Amadeus Mozart. Hij regisseerde Bastien und Bastienne en Apollo et Hyacinthus, eveneens van Mozart, en La Canterina van Joseph Haydn in het Teatro Coliseo Podestá.

### Treemonisha

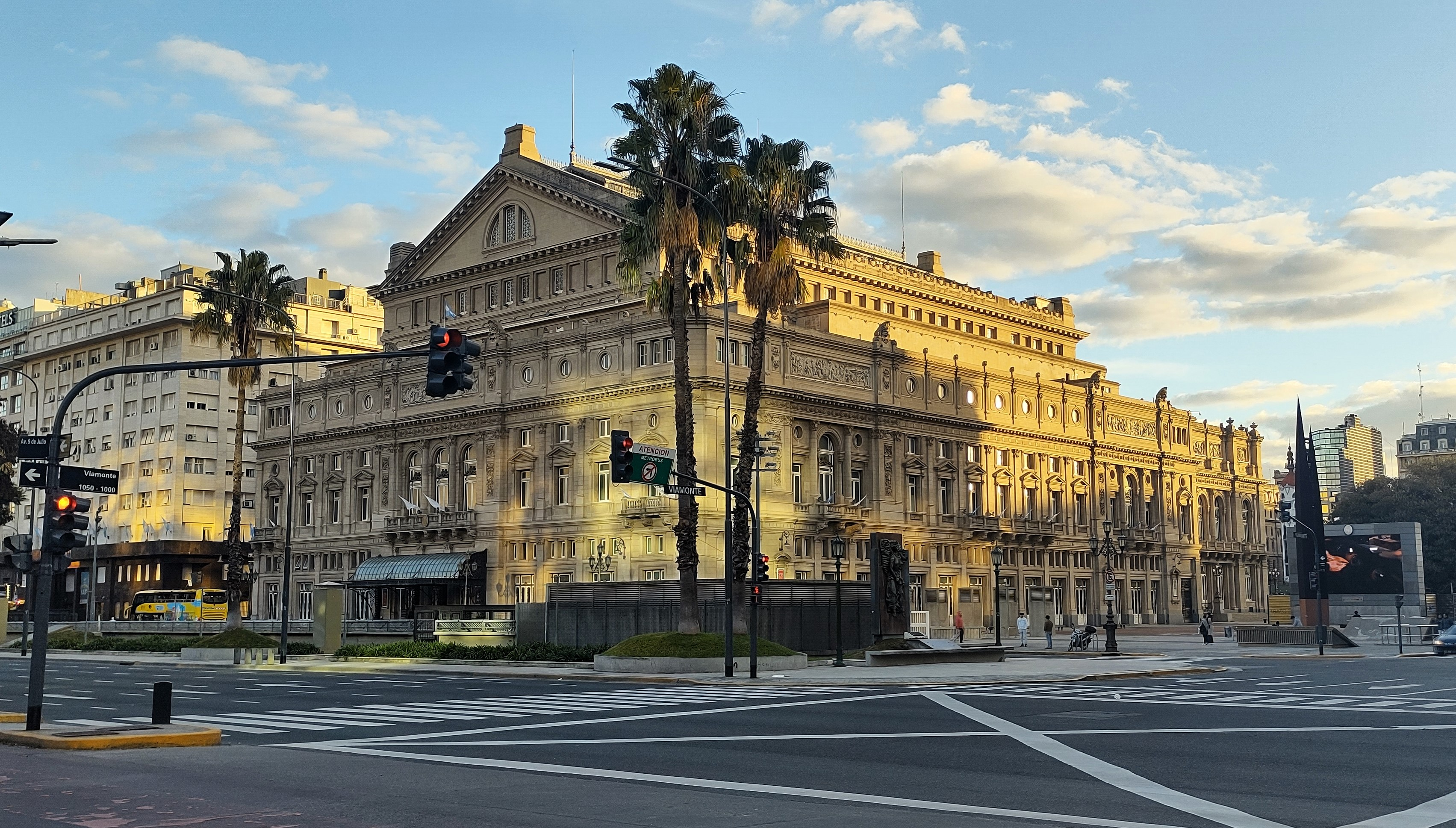
Het Teatro Colón, de thuisbasis van de operastudio's van Nicolás Isasi in Buenos Aires.

Zijn afstudeerscriptie aan Teatro Colón was de première in Argentinië van Scott Joplins opera Treemonisha. Isasi werkte ruim zes maanden aan een lang creatief en onderzoeksproces, waarbij hij overlegde met professionals uit de Noord-Amerikaanse geschiedenis en ook met het werk van Joplin, zoals Rick Benjamin zelf, oprichter van het Paragon Ragtime Orchestra met wie hij de opera op plaat opnam. Na twaalf audities, waarbij solisten en een koor werden gevonden, werd besloten een orkestversie te maken met vijftien muzikanten. De grootste uitdaging voor de artiesten was dat het geen repertoireopera was. Het werk was een daverend succes met een team van zestig jonge Argentijnse, Braziliaanse en Chileense artiesten van de conservatoria van Gilardo Gilardi, Manuel de Falla en López Buchardo, de UNA (Universiteit van Buenos Aires) en het ISATC.
In 2018 nam Isasi met de Ondergrond Groep deel aan het internationale festival TACT (Festival internazionale di arti performative) in Triëst. Ook maakte ze een Europese tournee door Slovenië, Duitsland, het Verenigd Koninkrijk en Spanje met de absurde komedie Piso 35, die door de National Endowment for the Arts werd bekroond in de competitie voor ongepubliceerde werken.

### Nano-opera
In 2019 was Nicolás Isasi de enige Argentijn die werd geselecteerd voor de internationñale competitie NANO OPERA. Hij bereikte de halve finale (wereldtop tien) tussen jonge operaregisseurs van over de hele wereld. Het evenement, georganiseerd door het Russische Helikon Theater (Moskou), werd gedurende meerdere dagen uitgezonden op de zender Russia Culture en trok miljoenen kijkers.

### Europees debuut
Het Mateus Palace kondigde in 2023 het Europese debuut aan van Nicolás Isasi als operaregisseur tijdens het belangrijkste evenement in de programmering van de XXXI editie van de Casa de Mateus International Music Meetings in Portugal. In dialoog met een mediakanaal van La Plata vertelde de veelzijdige regisseur over een deel van het onderzoekswerk voor de opera As Damas Trocadas, dat een lang creatief proces was, met een belangrijke enscenering, een orkest van oude muziekinstrumenten dat een reis in de tijd mogelijk maakte en 40 artiesten op het podium, met een eersteklas cast en een volle zaal. De krant Clarín uit Argentinië benadrukte de unieke relatie met Jorge Luis Borges in zijn artikel getiteld "Een jonge Argentijnse operaregisseur, in verband met Borges, gaat in première in Portugal".
Hij is een van de 30 kunstenaars die deelnemen aan het PQ 2024 symposium georganiseerd door de Praagse Quadrennial in Tsjechië. De krant 0221 kondigde "de nieuwe uitdaging aan van Nicolás Isasi, de man uit La Plata die triomfeert in Portugal." Nadat hij als enige Latijns-Amerikaan de halve finale had bereikt van de IV International Competition for Young Opera Directors Nano-Opera, die in mei 2019 in Rusland plaatsvond, bleef Isasi werken en begin 2023 arriveerde hij op Europees grondgebied om het hoofd te bieden aan een nieuw project waarin hij Jorge Luis Borges probeerde te citeren en de goedkeuring kreeg van María Kodama Schweizer, weduwe van de emblematische Argentijnse schrijver. De jonge regisseur uit La Plata, die in 2023 vertrok met de regie van As Damas Trocadas in de stadsschouwburg van de stad Vila Real in Portugal, werd geselecteerd om deel te nemen aan het PQ 2024 Symposium: Technologies in Theatre, Performance and Exhibition Design.

## Werken

### Films
| Jaar | Titel                      | Regie | Scenario | Kunst | Assistent Directeur |
| ---- | -------------------------- | ----- | -------- | ----- | ------------------- |
| 2005 | Juntos                     |       |          |       |                     |
| 2005 | El Silencio                |       |          |       |                     |
| 2005 | Vecinos                    |       |          |       |                     |
| 2005 | La mujer del piano         |       |          |       |                     |
| 2006 | Tentaciones                |       |          |       |                     |
| 2006 | Cambalache                 |       |          |       |                     |
| 2007 | El árbol                   |       |          |       |                     |
| 2007 | Doctor's Jazz Band         |       |          |       |                     |
| 2007 | Noche                      |       |          |       |                     |
| 2007 | Mientras Inglaterra Duerme |       |          |       |                     |
| 2007 | La arena                   |       |          |       |                     |
| 2007 | El eslabón fallido         |       |          |       |                     |
| 2007 | Paseo por el bosque        |       |          |       |                     |
| 2008 | Intersección               |       |          |       |                     |
| 2008 | Isósceles                  |       |          |       |                     |
| 2008 | Los extranjeros            |       |          |       |                     |
| 2008 | De tres cuerpos            |       |          |       |                     |
| 2008 | Impunidad                  |       |          |       |                     |
| 2009 | Fantasma de Buenos Aires   |       |          |       |                     |
| 2010 | Las veinte primaveras      |       |          |       |                     |
| 2010 | El teatro de Howell        |       |          |       |                     |
| 2011 | graFEETi                   |       |          |       |                     |
| 2013 | Mi nombre es Arturo        |       |          |       |                     |
| 2014 | The Awakening              |       |          |       |                     |
| 2015 | Perdidos en la ciudad      |       |          |       |                     |
| 2021 | OUT OF MIND                |       |          |       |                     |
| 2024 | Gala & Kiwi                |       |          |       |                     |
| 2024 | Landscapes for Freedom     |       |          |       |                     |

### Opera's als regisseur
- 2012: Le nozze di Figaro
- 2013: Bastien und Bastienne
- 2013: Treemonisha
- 2013: Apollo et Hyacinthus
- 2014: La canterina
- 2014: Cavalleria rusticana
- 2015: Die Fledermaus[22]
- 2023: As damas trocadas
- 2024: Acis and Galatea[23]